# Crocidura yankariensis
Crocidura yankariensis is een zoogdier uit de familie van de spitsmuizen (Soricidae). De wetenschappelijke naam van de soort werd voor het eerst geldig gepubliceerd door Hutterer & Jenkins in 1980.